# Златогръб дървесен плъх
Златогръбият дървесен плъх (Mesembriomys macrurus) е вид бозайник от семейство Мишкови (Muridae).

## Разпространение и местообитание
Разпространен е в Австралия.